# Салицилат меди(II)
Салицилат меди(II) — неорганическое соединение,
соль меди и салициловой кислоты
с формулой Cu(C6H4(OH)COO)2,

растворяется в воде,
образует кристаллогидраты — сине-зелёные кристаллы.

## Физические свойства
Салицилат меди(II) образует кристаллы.
Растворяется в воде и этаноле.
Образует кристаллогидрат состава Cu(C6H4(OH)COO)2•4H2O.

## Применение
- Используется в дерматологии как компонент противовоспалительных кремов.